# Il segreto di Montecristo
Il segreto di Montecristo (The Treasure of Monte Cristo) è un film del 1961 diretto da Robert S. Baker e Monty Berman.
È un film d'avventura britannico con Rory Calhoun, Patricia Bredin e John Gregson. Calhoun interpreta un capitano militare che va alla ricerca del tesoro del leggendario conte di Montecristo.

## Produzione
Il film, diretto e prodotto da Robert S. Baker e Monty Berman su una sceneggiatura di Leon Griffiths, fu realizzato per la Mid Century Film Productions.

## Distribuzione
Il film fu distribuito con il titolo The Treasure of Monte Cristo nel Regno Unito dal 22 giugno 1961 al cinema dalla Regal Films International.
Altre distribuzioni:
- in Finlandia il 13 ottobre 1961 (Monte Criston salaisuus)
- in Germania Ovest il 3 novembre 1961 (Das Geheimnis von Monte Christo)
- in Danimarca il 4 dicembre 1961 (Monte Cristos hemmelighed)
- in Giappone il 9 dicembre 1961
- in Austria nel 1962 (Das Geheimnis von Monte Christo)
- negli Stati Uniti il 2 maggio 1962 (The Secret of Monte Cristo)
- in Francia il 29 agosto 1962
- in Spagna il 21 gennaio 1963 (Das Geheimnis von Monte Christo)
- in Venezuela (El tesoro de Montecristo)
- in Francia (Le secret de Monte-Cristo)
- in Brasile (O Segredo de Monte Cristo)
- in Grecia (O hamenos thisavros tou Montehristo)
- in Italia (Il segreto di Montecristo)

## Critica
Secondo il Morandini il film è "una delle più fiacche trasposizioni del famoso romanzo", irrimediabilmente segnato dal ritmo lento, dal cast e dai costumi non all'altezza.

## Promozione
Le tagline sono:
- "Treasure, giallo and Terror!".
- "A fabulous quest for secret treasure!".